# Szkoła Praktyczna Gospodarstwa Wiejskiego
Szkoła Praktyczna Gospodarstwa Wiejskiego w Czernichowie – szkoła średnia, założona z inicjatywy Towarzystwa Gospodarskiego Krakowskiego w 1860 roku, istniejąca do chwili obecnej (2025).

## Historia

### Początki
W 1855 roku Jan Maciąg zapisał spory fundusz na stypendia dla uczniów szkół rolniczych, które miały zostać założone przez Towarzystwa Rolnicze we Lwowie i Krakowie.
Z tego powodu w tym samym roku na posiedzeniu Towarzystwa Rolniczego Krakowskiego Karol Lange zaproponował założenie szkoły praktycznej kształcącej "czeladź gospodarską". 11 lutego 1856 zalecono Komitetowi opracowanie projektu. Powołana Komisja opracowała plan szkoły i statut, który został zatwierdzony 2 marca 1857 przez Zgromadzenie Ogólne. Ministerstwo Spraw Wewnętrznych w Wiedniu zezwoliło na zbieranie składek, zatwierdziło statut i przyznało subwencję 2000 złr rocznie. Zbieranie składek rozpoczęto w 1858 roku. W 1857 roku na wniosek Walerego Wielogłowskiego zakupiono za 11 500 złr. Czernichów z ponad 50 morgami ziemi i budynkami nadającymi się do przerobienia na szkołę. W 1859 roku na licytacji dokupiono od Banku Narodowego za 10 198 złr. przyległy las i grunt (420 morgów).
Plan budynku szkolnego przygotował Teofil Żebrawski, który kierował też jego przebudową. Otwarcie i poświęcenie Szkoły nastąpiło 20 czerwca 1860 roku. Poświęcenia dokonał bp Łętowski.
Pierwszym dyrektorem został Seweryn Korzeliński.

### Zarys dalszych dziejów
Szkoła istnieje bez większych przerw do chwili obecnej (2025), natomiast zmieniały się jej nazwy: Trzyletnia Męska Krajowa Średnia Szkoła Rolnicza (od 1880), Państwowa Średnia Szkoła Rolnicza (od 1923), Państwowe Gimnazjum Rolnicze (po II wojnie światowej).

## Nauczyciele Szkoły Rolniczej w Czernichowie
- Ludwik Birkenmajer (1855–1929), historyk nauki, profesor Uniwersytetu Jagiellońskiego